# Jacques-Marie Le Père
Pour les articles homonymes, voir Le Père.
Jacques-Marie Le Père, né le 25 avril 1763 à Paris et mort au château de Grainville le 15 juin 1841, est un des savants de la Commission des sciences et des arts ayant participé à la campagne d'Égypte menée par le général Bonaparte.

## Carrière
Directeur des Ponts et Chaussées en Égypte, il est chargé par Bonaparte de rédiger un mémoire sur les vestiges de l'ancien canal du pharaon Nékao II (XXVIe dynastie), amélioré par Ptolémée II, entre le Nil et le golfe de Suez.
Il devient membre de l'Institut d'Égypte le 22 août 1798, dans la section de mathématiques.
Le 24 décembre 1798, Bonaparte organise un voyage vers l'isthme de Suez avec Monge et Berthollet, ainsi que Le Père, le géomètre Costaz, le chimiste Descotils et le dessinateur Dutertre.
Avec son frère Gratien et les ingénieurs qui travaillent avec lui, il procède à trois campagnes de nivellement dans l’isthme, ceci dans des conditions difficiles dues au manque d’eau et aux attaques de bédouins. Dans le rapport qu'il remet à Bonaparte, il conclut à une différence de niveau de neuf mètres entre la Méditerranée et la mer Rouge, erreur qui persistera jusqu'aux mesures de Paul-Adrien Bourdaloue en 1847. Mais les français ayant été chassés d'Égypte par les Britanniques, le rapport de Le Père est resté dans les cartons jusqu'à ce qu'un jeune diplomate français, Ferdinand de Lesseps, nommé vice-consul d'Égypte en 1832, découvre le document de Le Père.
De retour en France, il fut longtemps inspecteur divisionnaire des ponts et chaussées à Paris, puis inspecteur de Paris de 1822 à 1830.

## Publications
- « Mémoire sur la communication de la mer des Indes à la Méditerranée par la mer Rouge et l’isthme de Soueys », dans Description de l'Égypte, l'État moderne, t. XI, Paris, Imprimerie Panckouke, 1822 (lire en ligne), p. 37-370, tome XI sur Gallica.
- « Mémoire sur la vallée du Nil et le nilomètre de l'île de Roudah », dans Description de l'Égypte, l'État moderne II, t. XII, Paris, Imprimerie Royale, 1822 (lire en ligne), 2e partie, p. 527-570.

## Famille
- Jacques Le Père (né vers 1728), bourgeois de Paris, marié vers 1760 avec Marie Mouchin :
  - Jacques-Marie Le Père, Le Père aîné, inspecteur divisionnaire des ponts et chaussées. Voir Louis Reybaud, Histoire scientifique et militaire de l'expédition française en Égypte, tome 6, portrait de Le Père aîné lire en ligne sur Gallica ;
  - Hyacinthe Le Père (né vers 1765), commissaire des guerres. Voir Louis Reybaud, Histoire scientifique et militaire de l'expédition française en Égypte, tome 7, portrait de Hyacinthe Le Père lire en ligne sur Gallica ;
  - Gratien Le Père (1769-1826), ingénieur des ponts et chaussées.